# Zandoorlog

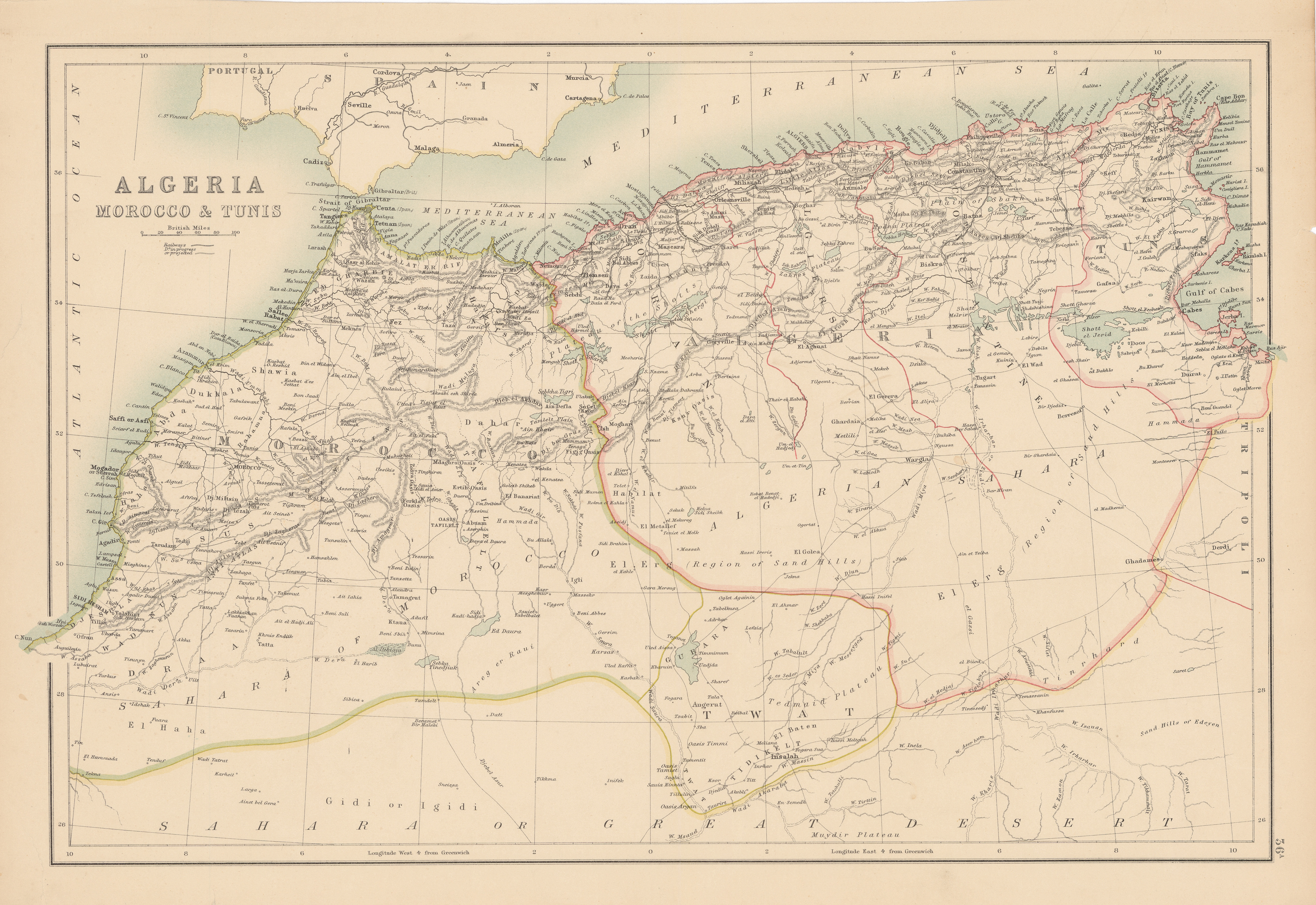
De Maghreb in de tweede helft van de 19e eeuw.

De Zandoorlog (Arabisch حرب الرمال ḥarb ar-rimāl) was een oorlog tussen Marokko en Algerije, die plaatsvond in oktober 1963.
De provincie Tindouf in Algerije is de enige Algerijnse landtoegang tot de Westelijke Sahara en is daarom van strategisch belang. Er zijn ook mineralen in het gebied, waaronder fosfaten.

## Geschiedenis
Koning Hassan II van Marokko, aangemoedigd door de ideologie van een "Groot-Marokko", bepleit door de conservatieve Onafhankelijkheidsparij, probeerde de provincie Tindouf te veroveren en op te nemen in zijn territorium. Na enkele grensconflicten tussen juli en september 1963 staken Marokkaanse troepen op 1 oktober 1963 de grens over en drongen ze tientallen kilometers ten zuiden van Mhamid het Algerijnse grondgebied binnen en bedreigden de wegverbinding naar de oase van Tindouf. Na gevechten op 8 en 9 oktober werden de Marokkanen teruggedrongen door Algerijnse troepen. Op 14 oktober bezetten Marokkaanse soldaten opnieuw hun verlaten posten, wat de Algerijnse president Ahmed Ben Bella ertoe aanzette een algemene mobilisatie af te kondigen. Niettemin verklaarde Marokko op 26 oktober dat een eenheid was binnengedrongen op 15 kilometer van Tindouf.
Het geschil over de grens wordt beschouwd als een gelegenheid voor de invasie van Hassan II om invloed te krijgen op de Algerijnse politiek. Hassan vreesde een politieke alliantie tussen Algerije, Egypte en mogelijk de oppositie in zijn land. Bovendien begunstigden de troebelen in de Algerijnse regio Kabylië het tijdstip van de Marokkaanse aanval.
Van 16 tot 25 oktober bezocht de Ethiopische keizer Haile Selassie beide landen om een ontmoeting tussen de staatshoofden te regelen. Hassan II en Ahmed Ben Bella ontmoetten elkaar vervolgens op 29 en 30 oktober in Bamako, Mali, en stemden in met een wapenstilstand die op 1 november begon. Op 20 februari 1964 werd de voormalige gedemilitariseerde zone uitgebreid in een geheime overeenkomst. De troepen van beide landen trokken zich een paar kilometer terug achter de posities die ze hadden ingenomen tot vóór het uitbreken van de vijandelijkheden in oktober 1963.
De spanningen bleven in de jaren daarna aanhouden. Pas in 1972 ondertekende Marokko een grensverdrag met Algerije, waarin het zijn aanspraken op de provincie Tindouf opgaf.